# Metopius femoratus
Metopius femoratus är en stekelart som beskrevs av Cresson 1874. Metopius femoratus ingår i släktet Metopius och familjen brokparasitsteklar. Inga underarter finns listade i Catalogue of Life.